# Pastel de nata
Pastel de nata eller pastel de Belém är ett portugisiskt bakverk och ett slags paj eller bakelse med äggkräm.  
Pastel de Belém görs av ett frasigt pajskal som fylls med en kräm gjord av mjölk, ägg, socker, citron och kanel. I pastel de nata utelämnas ofta citron.
Pastel de nata erbjuds på många caféer och konditorier i Portugal och över hela världen. Det ursprungliga receptet tillhör numera exklusivt konditoriet Fábrica dos Pastéis de Belém i Lissabon och endast deras bakelse får kallas pastel de Belém. I fabrikens café äts bakverket traditionellt fortfarande varmt och överströs med florsocker och kanel. Fabriken producerar mer än 10 000 pajer varje dag.
Tidningen The Guardian utsåg 2009 pastel de nata till en av de 50 bästa maträtterna i världen.
Pastel de nata är ett av Portugals sju gastronomiska underverk.

## Historia
År 1837 började munkar i Mosteiro dos Jerónimos i Belém att sälja pastel de nata för att försörja sig. På den tiden var Belém och Lissabon utan fast förbindelse och ångbåtar tog turistande Lissabonbor till Belém. Mosteiro dos Jerónimos-klostret och Belémtornet lockade otaliga turister som bidrog till att sprida bakverket. 
Liknande bakverk är kända före 1700-talet av katolska munkar och nunnor i Santa Maria de Belém i Lissabon..